# Васс из Лучеры

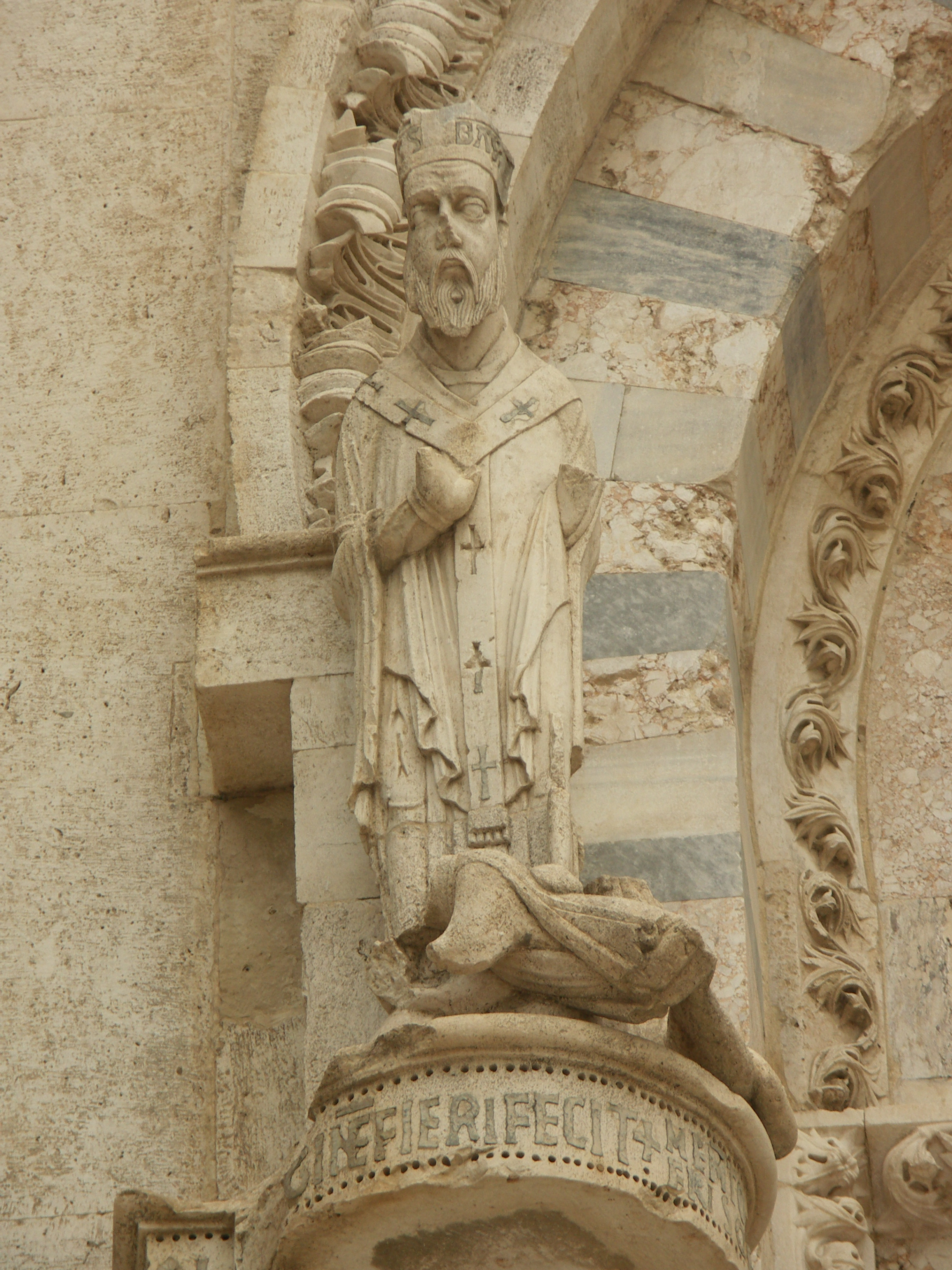
Статуя епископа Васса у портала собора в Термоли.

Васс (род. в 40 или 50 году, умер в 118 году) — священномученик, епископ Лучеры. День памяти — 5 декабря.
Во времена империи в римском селении Лучера появилась первая христианская община. Согласно преданию, прибл. в 60 году апостол Пётр, посетив селение, поставил во главе общины Васса, умученного впоследствии при императоре Траяне около 118 года.
Святого Васса из Лучеры иной раз отождествляют со святом Вассом, первым епископом  Ниццы, также поминаемым 5 декабря, но умученного в Ницце ок.250 года. Также св.Васса из Лучеры иногда отождествляют со св. воином Дасием из Доростола.